# Rio do Sal
O rio do Sal, entre os municípios de Aracaju e Nossa Senhora do Socorro, é um rio brasileiro que banha o estado de Sergipe. É um afluente pertencente à Bacia hidrográfica do Rio Sergipe e fica situado à sua margem direita. Ele é atingido por esgotos domésticos, despejos de fábricas e produtos aplicados em viveiros de camarão tornando o mais poluído da Grande Aracaju.

## Topônimo
A toponímia “rio do Sal” atribuída a esse afluente do rio Sergipe, que separa o município de Aracaju do de Nossa Senhora do Socorro, deve-se à exploração de sal proveniente de antigas salinas estabelecidas 
nas proximidades de suas margens. Assim, em tempos idos, produziu-se naquela área este importante condimento da cozinha universal.

## Descrição
O Rio do Sal é uma sub-bacia do Rio Sergipe e é o principal abastecedor hidrográfico do município de Nossa Senhora do Socorro além de também fornecer água para Aracaju. É um rio que possui extensão de 20,5km drenando uma área de aproximadamente 62km². No entanto, nos dias atuais, este afluente vem sofrendo forte degradação ecológica devido à ação do homem. Desmatamento para a construção de prédios, construção de palafitas na região, lançamento de efluentes industriais e domésticos são apenas algumas das principais ações antrópicas que vem agredindo o meio ambiente local.
Localizado no norte do estado de Sergipe, o Rio do Sal contribui para o abastecimento de água das áreas menos prevalecidas de Aracaju e Nossa Senhora do Socorro, a exemplo do Lamarão, Bugio, Soledade e Porto Dantas. Este rio separa o município de Aracaju do município de Nossa Senhora do Socorro onde nasce nas 
imediações da BR 101/235, e serve de limite sul a este município. Devido à sua salinidade, não se constitui um manancial de água doce, funcionando apenas como um canal de penetração das águas de 
marés.
O Rio do Sal leva este nome devido a grande exploração de salinas que ocorria na década de 80, porém essa exploração hoje não tem tantos lucros como antigamente. Apesar disso, este afluente ainda é bastante utilizado pela população local para o desenvolvimento da atividade econômica da região através de sua alta funcionalidade, tais como pesca, uso da argila, abastecimento doméstico e irrigação. Contudo, a falta da prática de sustentabilidade ambiental vem afetando consideravelmente o ambiente ecológico, atingindo diretamente a população que faz do Rio do Sal benefício próprio.